# Governo Berlusconi II
Il governo Berlusconi II è stato il cinquantasettesimo esecutivo della Repubblica Italiana, il primo della XIV legislatura.
Il governo rimase in carica dall'11 giugno 2001 al 23 aprile 2005, per un totale di 1 412 giorni, ovvero 3 anni, 10 mesi e 12 giorni. È stato il governo più longevo della storia della Repubblica Italiana e il secondo dall'Unità d'Italia, dopo il governo Mussolini.
Ottenne la fiducia al Senato della Repubblica il 20 giugno 2001 con 175 voti favorevoli, 133 contrari e 5 astenuti.
Ottenne la fiducia alla Camera dei deputati il 21 giugno 2001 con 351 voti favorevoli, 261 contrari e 1 astenuto.
A seguito della sconfitta subita dai partiti al governo alle elezioni regionali italiane del 2005, UDC, Nuovo PSI e Alleanza Nazionale ritirarono le loro delegazioni e ciò indusse il Presidente del Consiglio Berlusconi ad annunciare il 20 aprile in Senato la volontà di costituire un nuovo governo di fine legislatura e rassegnò al Quirinale le proprie dimissioni. Al governo succedette così il governo Berlusconi III.

## Compagine di governo

### Appartenenza politica
L'appartenenza politica dei membri del governo, a giugno 2001, era la seguente
| Partito | Partito                       | Presidente | Vicepresidente | Ministri | Sottosegretari | Totale |
| ------- | ----------------------------- | ---------- | -------------- | -------- | -------------- | ------ |
|         | Forza Italia                  | 1          | -              | 10       | 29             | 40     |
|         | Alleanza Nazionale            | -          | 1              | 4        | 14             | 19     |
|         | Lega Nord                     | -          | -              | 3        | 6              | 9      |
|         | CCD-CDU                       | -          | -              | 2        | 6              | 8      |
|         | Nuovo PSI                     | -          | -              | -        | 1              | 1      |
|         | Partito Repubblicano Italiano | -          | -              | -        | 1              | 1      |
|         | Indipendenti                  | -          | -              | 4        | 2              | 6      |
| Totale  | Totale                        | 1          | 1              | 23       | 69             | 84     |

### Provenienza geografica
La provenienza geografica dei membri del Consiglio dei ministri si può così riassumere:
| Regione        | Presidente | Ministri | Viceministri | Sottosegretari | Totale |
| -------------- | ---------- | -------- | ------------ | -------------- | ------ |
| Lombardia      | 1          | 8        | 1            | 5              | 15     |
| Lazio          | -          | 5        | -            | 6              | 11     |
| Piemonte       | -          | 1        | 1            | 8              | 10     |
| Sicilia        | -          | 3        | 1            | 5              | 9      |
| Veneto         | -          | -        | 1            | 8              | 9      |
| Emilia-Romagna | -          | 3        | -            | 5              | 8      |
| Campania       | -          | 2        | 2            | 3              | 7      |
| Puglia         | -          | 3        | -            | 3              | 6      |
| Toscana        | -          | 1        | -            | 4              | 5      |
| Calabria       | -          | -        | 2            | 3              | 5      |
| Abruzzo        | -          | -        | -            | 4              | 4      |
| Liguria        | -          | 1        | -            | 1              | 2      |
| Basilicata     | -          | -        | -            | 2              | 2      |
| Sardegna       | -          | 1        | -            | -              | 1      |
| Marche         | -          | -        | 1            | -              | 1      |

### Sostegno parlamentare
Sostegno parlamentare al momento della fiducia (20 giugno al Senato, 21 giugno ala Camera).
| Camera                  | Collocazione | Partiti | Seggi     |
| ----------------------- | ------------ | --- | --------- |
| Senato della Repubblica | Maggioranza  | FI (82), AN (45), CCD-CDU (29), LN (17), NPSI (1), PRI (1), MSFT (1) | 176 / 324 |
| Senato della Repubblica | Opposizione  | DS (65), DL (43), FdV (10), Minoranze linguistiche (10), SDI (6), PRC (4),PdCI (2), LpA (2), Movimento Territorio Lombardo (1), Libertà e Giustizia per l'Ulivo (1), Altri (5) | 148 / 324 |
| Camera dei deputati     | Maggioranza  | FI (178), AN (99), CCD-CDU (40), LN (30), NPSI (3) | 353 / 619 |
| Camera dei deputati     | Opposizione  | DS (136), DL (80), PRC (11), PdCI (10), SDI (9), FdV (8), Minoranze linguistiche (5), Altri (7)                                                                                | 266 / 619 |

## Composizione
| Carica                                | Titolare                                                       | Titolare                                                   | Titolare                                                                                    | Sottosegretari | Sottosegretari |
| Presidenza del Consiglio dei ministri | Presidenza del Consiglio dei ministri                          | Presidenza del Consiglio dei ministri                      | Presidenza del Consiglio dei ministri                                                       | Sottosegretari di Stato alla Presidenza del Consiglio | Sottosegretari di Stato alla Presidenza del Consiglio |
| ------------------------------------- | -------------------------------------------------------------- | ---------------------------------------------------------- | ------------------------------------------------------------------------------------------- | --- | --- |
| Presidente del Consiglio              |                                                                |                                                            | Silvio Berlusconi (FI)                                                                      | - Gianni Letta (Indipendente) - Segretario del Consiglio dei ministri con delega al Comitato esecutivo per i servizi di informazione e sicurezza e al segreto di Stato - Paolo Bonaiuti (FI) - con delega all'informazione, alla comunicazione e all'editoria                                           | - Gianni Letta (Indipendente) - Segretario del Consiglio dei ministri con delega al Comitato esecutivo per i servizi di informazione e sicurezza e al segreto di Stato - Paolo Bonaiuti (FI) - con delega all'informazione, alla comunicazione e all'editoria |
| Vicepresidente del Consiglio          |                                                                |                                                            | Gianfranco Fini (AN)                                                                        | - Gianni Letta (Indipendente) - Segretario del Consiglio dei ministri con delega al Comitato esecutivo per i servizi di informazione e sicurezza e al segreto di Stato - Paolo Bonaiuti (FI) - con delega all'informazione, alla comunicazione e all'editoria                                           | - Gianni Letta (Indipendente) - Segretario del Consiglio dei ministri con delega al Comitato esecutivo per i servizi di informazione e sicurezza e al segreto di Stato - Paolo Bonaiuti (FI) - con delega all'informazione, alla comunicazione e all'editoria |
| Vicepresidente del Consiglio          |                                                                | Marco Follini (CCD) Dal 03/12/2004 al 18/04/2005           |                                                                                             | - Gianni Letta (Indipendente) - Segretario del Consiglio dei ministri con delega al Comitato esecutivo per i servizi di informazione e sicurezza e al segreto di Stato - Paolo Bonaiuti (FI) - con delega all'informazione, alla comunicazione e all'editoria                                           | - Gianni Letta (Indipendente) - Segretario del Consiglio dei ministri con delega al Comitato esecutivo per i servizi di informazione e sicurezza e al segreto di Stato - Paolo Bonaiuti (FI) - con delega all'informazione, alla comunicazione e all'editoria |
| Ministri senza portafoglio            | Ministri senza portafoglio                                     | Ministri senza portafoglio                                 | Ministri senza portafoglio                                                                  | Sottosegretari di Stato | Sottosegretari di Stato |
| Affari regionali e autonomie locali   |                                                                |                                                            | Enrico La Loggia (FI)                                                                       | - Alberto Gagliardi (FI) | - Alberto Gagliardi (FI) |
| Attuazione del programma di governo   |                                                                |                                                            | Giuseppe Pisanu (FI) Fino al 03/07/2002                                                     | Carica non assegnata | Carica non assegnata |
| Attuazione del programma di governo   |                                                                | Claudio Scajola (FI) Dal 28/08/2003                        |                                                                                             | Carica non assegnata | Carica non assegnata |
| Funzione pubblica e Olimpiadi         |                                                                |                                                            | Franco Frattini (FI) Fino al 14/11/2002                                                     | - Learco Saporito (AN) | - Learco Saporito (AN) |
| Funzione pubblica e Olimpiadi         |                                                                | Luigi Mazzella (Indipendente) Dal 14/11/2002 al 02/12/2004 |                                                                                             | - Learco Saporito (AN) | - Learco Saporito (AN) |
| Funzione pubblica e Olimpiadi         |                                                                | Mario Baccini (CCD) Dal 02/12/2004                         |                                                                                             | - Learco Saporito (AN) | - Learco Saporito (AN) |
| Innovazione e tecnologie              |                                                                |                                                            | Lucio Stanca (Indipendente)                                                                 | Carica non assegnata | Carica non assegnata |
| Italiani nel mondo                    |                                                                |                                                            | Mirko Tremaglia (AN)                                                                        | Carica non assegnata | Carica non assegnata |
| Pari opportunità                      |                                                                |                                                            | Stefania Prestigiacomo (FI)                                                                 | Carica non assegnata | Carica non assegnata |
| Politiche comunitarie                 |                                                                |                                                            | Rocco Buttiglione (CDU)                                                                     | Carica non assegnata | Carica non assegnata |
| Riforme istituzionali e devoluzione   |                                                                |                                                            | Umberto Bossi (LN) Fino al 19/07/2004                                                       | - Aldo Brancher (FI) - Gian Paolo Gobbo (LN) - dal 13/12/2004 | - Aldo Brancher (FI) - Gian Paolo Gobbo (LN) - dal 13/12/2004 |
| Riforme istituzionali e devoluzione   |                                                                | Roberto Calderoli (LN) Dal 20/07/2004                      |                                                                                             | - Aldo Brancher (FI) - Gian Paolo Gobbo (LN) - dal 13/12/2004 | - Aldo Brancher (FI) - Gian Paolo Gobbo (LN) - dal 13/12/2004 |
| Rapporti con il Parlamento            |                                                                |                                                            | Carlo Giovanardi (CCD)                                                                      | - Cosimo Ventucci (FI) | - Cosimo Ventucci (FI) |
| Ministero                             | Ministri                                                       | Ministri                                                   | Ministri                                                                                    | Viceministri | Sottosegretari di Stato |
| Affari esteri                         |                                                                |                                                            | Renato Ruggiero (Indipendente) Fino al 06/01/2002                                           | Carica non assegnata | - Roberto Antonione (FI) - con delega ai rapporti con i Paesi dell'Europa, all'azione italiana nelle Organizzazioni intergovernative regionali e subregionali, all'integrazione europea, alla cooperazione allo sviluppo e alla cooperazione culturale nei Paesi dell'Europa, alle variazioni di bilancio e alle integrazioni dei capitoli di spesa - Mario Baccini (CCD) - con delega ai rapporti con i Paesi dell'America, allo sviluppo e alla cooperazione in materia culturale e scientifica e all'Organizzazione delle Nazioni Unite, fino al 02/12/2004 - Margherita Boniver (FI) - Alfredo Mantica (AN) - Giampaolo Bettamio (FI) - dal 30/12/2004 |
| Affari esteri                         | Ad interim Silvio Berlusconi (FI) Dal 06/01/2002 al 14/11/2002 |                                                            |                                                                                             | Carica non assegnata | - Roberto Antonione (FI) - con delega ai rapporti con i Paesi dell'Europa, all'azione italiana nelle Organizzazioni intergovernative regionali e subregionali, all'integrazione europea, alla cooperazione allo sviluppo e alla cooperazione culturale nei Paesi dell'Europa, alle variazioni di bilancio e alle integrazioni dei capitoli di spesa - Mario Baccini (CCD) - con delega ai rapporti con i Paesi dell'America, allo sviluppo e alla cooperazione in materia culturale e scientifica e all'Organizzazione delle Nazioni Unite, fino al 02/12/2004 - Margherita Boniver (FI) - Alfredo Mantica (AN) - Giampaolo Bettamio (FI) - dal 30/12/2004 |
| Affari esteri                         |                                                                | Franco Frattini (FI) Dal 14/11/2002 al 18/11/2004          |                                                                                             | Carica non assegnata | - Roberto Antonione (FI) - con delega ai rapporti con i Paesi dell'Europa, all'azione italiana nelle Organizzazioni intergovernative regionali e subregionali, all'integrazione europea, alla cooperazione allo sviluppo e alla cooperazione culturale nei Paesi dell'Europa, alle variazioni di bilancio e alle integrazioni dei capitoli di spesa - Mario Baccini (CCD) - con delega ai rapporti con i Paesi dell'America, allo sviluppo e alla cooperazione in materia culturale e scientifica e all'Organizzazione delle Nazioni Unite, fino al 02/12/2004 - Margherita Boniver (FI) - Alfredo Mantica (AN) - Giampaolo Bettamio (FI) - dal 30/12/2004 |
| Affari esteri                         |                                                                | Gianfranco Fini (AN) Dal 18/11/2004                        |                                                                                             | Carica non assegnata | - Roberto Antonione (FI) - con delega ai rapporti con i Paesi dell'Europa, all'azione italiana nelle Organizzazioni intergovernative regionali e subregionali, all'integrazione europea, alla cooperazione allo sviluppo e alla cooperazione culturale nei Paesi dell'Europa, alle variazioni di bilancio e alle integrazioni dei capitoli di spesa - Mario Baccini (CCD) - con delega ai rapporti con i Paesi dell'America, allo sviluppo e alla cooperazione in materia culturale e scientifica e all'Organizzazione delle Nazioni Unite, fino al 02/12/2004 - Margherita Boniver (FI) - Alfredo Mantica (AN) - Giampaolo Bettamio (FI) - dal 30/12/2004 |
| Interno                               |                                                                |                                                            | Claudio Scajola (FI) Fino al 03/07/2002 (con delega alla Protezione Civile, dal 21/09/2001) | Carica non assegnata | - Maurizio Balocchi (LN) - Antonio D'Alì (FI) - Alfredo Mantovano (AN) - con delega alla pubblica sicurezza, all'antiracket e all'antiusura e alle vittime della mafia - Carlo Taormina (FI) - con delega all'antiracket e all'antiusura e alle vittime della mafia, fino al 05/12/2001 - Michele Saponara (FI) - dal 30/12/2004 |
| Interno                               |                                                                | Giuseppe Pisanu (FI) Dal 03/07/2002                        |                                                                                             | Carica non assegnata | - Maurizio Balocchi (LN) - Antonio D'Alì (FI) - Alfredo Mantovano (AN) - con delega alla pubblica sicurezza, all'antiracket e all'antiusura e alle vittime della mafia - Carlo Taormina (FI) - con delega all'antiracket e all'antiusura e alle vittime della mafia, fino al 05/12/2001 - Michele Saponara (FI) - dal 30/12/2004 |
| Giustizia                             |                                                                |                                                            | Roberto Castelli (LN)                                                                       | Carica non assegnata | - Jole Santelli (FI) - Giuseppe Valentino (AN) - Michele Vietti (CCD) - Luigi Vitali (FI) - dal 30/12/2004 |
| Economia e finanze                    |                                                                |                                                            | Giulio Tremonti (FI) Fino al 03/07/2004                                                     | - Mario Baldassarri (AN) dal 19/10/2001 - Gianfranco Miccichè (FI) - con delega al Mezzogiorno; dal 19/10/2001 | - Maria Teresa Armosino (FI) - Manlio Contento (AN) - Daniele Molgora (LN) - Vito Tanzi (Indipendente) - fino al 17/07/2003 - Giuseppe Vegas (FI) - Gianluigi Magri (CCD) - dal 04/02/2003 |
| Economia e finanze                    | Ad interim Silvio Berlusconi (FI) Dal 03/07/2004 al 16/07/2004 |                                                            |                                                                                             | - Mario Baldassarri (AN) dal 19/10/2001 - Gianfranco Miccichè (FI) - con delega al Mezzogiorno; dal 19/10/2001 | - Maria Teresa Armosino (FI) - Manlio Contento (AN) - Daniele Molgora (LN) - Vito Tanzi (Indipendente) - fino al 17/07/2003 - Giuseppe Vegas (FI) - Gianluigi Magri (CCD) - dal 04/02/2003 |
| Economia e finanze                    |                                                                | Domenico Siniscalco (Indipendente) Dal 16/07/2004          |                                                                                             | - Mario Baldassarri (AN) dal 19/10/2001 - Gianfranco Miccichè (FI) - con delega al Mezzogiorno; dal 19/10/2001 | - Maria Teresa Armosino (FI) - Manlio Contento (AN) - Daniele Molgora (LN) - Vito Tanzi (Indipendente) - fino al 17/07/2003 - Giuseppe Vegas (FI) - Gianluigi Magri (CCD) - dal 04/02/2003 |
| Attività produttive                   |                                                                |                                                            | Antonio Marzano (FI)                                                                        | - Adolfo Urso (AN) - con delega al commercio internazionale; dal 19/10/2001 | - Giovanni Dell'Elce (FI) - Con delega all'energia - Giuseppe Galati (CCD) - Stefano Stefani (LN) - fino al 17/07/2003 - Mario Valducci (FI) - Roberto Cota (LN) - dal 30/12/2004 |
| Istruzione, università e ricerca      |                                                                |                                                            | Letizia Moratti (Indipendente)                                                              | - Guido Possa (FI) - con delega alla ricerca scientifica e tecnologica, agli enti di ricerca, agli interventi per lo sviluppo, al potenziamento della ricerca scientifica e tecnologica e ai progetti di diffusione della cultura scientifica; dal 19/10/2001 - Stefano Caldoro (NPSI) - dal 14/01/2005 | - Valentina Aprea (FI) - Maria Grazia Siliquini (AN) |
| Lavoro e politiche sociali            |                                                                |                                                            | Roberto Maroni (LN)                                                                         | Carica non assegnata | - Alberto Brambilla (LN) - Maurizio Sacconi (FI) - Grazia Sestini (FI) - Pasquale Viespoli (AN) - Roberto Rosso (FI) - dal 30/12/2004 |
| Difesa                                |                                                                |                                                            | Antonio Martino (FI)                                                                        | Carica non assegnata | - Filippo Berselli (AN) - Francesco Bosi (CCD) - Salvatore Cicu (FI) - Giuseppe Carmelo Drago (CCD) - dal 30/12/2004 |
| Politiche agricole e forestali        |                                                                |                                                            | Gianni Alemanno (AN)                                                                        | Carica non assegnata | - Teresio Delfino (CDU) - Gianpaolo Dozzo (LN) - Paolo Scarpa Bonazza Buora (FI) |
| Ambiente e tutela del territorio      |                                                                |                                                            | Altero Matteoli (AN)                                                                        | - Francesco Nucara (PRI) - dal 30/12/2004 | - Antonio Martusciello (FI) - fino al 30/12/2004 - Roberto Tortoli (FI) - Francesco Nucara (PRI) - fino al 30/12/2004 - Stefano Stefani (LN) - dal 30/12/2004 |
| Infrastrutture e trasporti            |                                                                |                                                            | Pietro Lunardi (FI)                                                                         | - Ugo Martinat (AN) - dal 19/10/2001 - Mario Tassone (CDU) - dal 19/10/2001 | - Giancarlo Giorgetti (LN) - fino al 21/06/2001 - Paolo Mammola (FI) - Nino Sospiri (AN) - Guido Viceconte (FI) - Paolo Uggè (FI) - dal 07/03/2003 - Silvano Moffa (AN) - dal 30/12/2004 - Giovanni Ricevuto (NPSI) - dal 30/12/2004 |
| Salute                                |                                                                |                                                            | Girolamo Sirchia (Indipendente)                                                             | Carica non assegnata | - Cesare Cursi (AN) - Antonio Guidi (FI) - Maria Elisabetta Alberti Casellati (FI) - dal 30/12/2004 - Rocco Salini (FI) - dall'11/03/2005 |
| Beni e attività culturali             |                                                                |                                                            | Giuliano Urbani (FI)                                                                        | - Antonio Martusciello (FI) - dal 30/12/2004 | - Nicola Bono (AN) - Mario Pescante (FI) - Con delega allo sport - Vittorio Sgarbi (FI) - fino al 25/06/2002 |
| Comunicazioni                         |                                                                |                                                            | Maurizio Gasparri (AN)                                                                      | Carica non assegnata | - Massimo Baldini (FI) - Giancarlo Innocenzi Botti (FI) |

## Trasformazioni politiche
Il 6 dicembre 2002 il Biancofiore confluisce con Democrazia Europea nell'Unione dei Democratici Cristiani e di Centro (UDC).

## Cronologia

### 2001

#### Giugno
- 11 giugno – Il Presidente del Consiglio e i ministri prestano giuramento al Capo dello Stato.
- 11 giugno – Gianni Letta è nominato Sottosegretario di Stato alla Presidenza del Consiglio, con le funzioni di Segretario del Consiglio dei Ministri. Gianfranco Fini è nominato Vicepresidente del Consiglio dei Ministri. Vengono inoltre nominati i ministri senza portafoglio ed i sottosegretari. Il Consiglio dei Ministri vara un decreto-legge che provvede a ridefinire il numero dei Dicasteri, ricostituendo, in particolare, il Ministero della sanità ed il Ministero delle comunicazioni.
- 12 giugno – Maurizio Gasparri è nominato Ministro delle Comunicazioni. Girolamo Sirchia è nominato Ministro della Salute. I due prestano il giuramento prescritto. A Palazzo Chigi si svolge il giuramento dei sottosegretari.
- 20 giugno – Il governo ottiene la fiducia al Senato con 175 sì, 133 no e 5 astenuti.
- 21 giugno – Il governo ottiene la fiducia alla Camera con 351 sì e 261 no. Il sottosegretario di Stato alle infrastrutture e trasporti on. Giorgetti presenta le dimissioni dalla carica.
- 30 giugno – Il Consiglio dei Ministri vara un decreto-legge che riduce le accise sui prodotti petroliferi.

#### Luglio
- 3 luglio – Il Consiglio dei Ministri vara il ddl delega di riforma dei reati societari. Viene inoltre varato un ddl di misure per il rilancio dell'economia e il ddl delega infrastrutture.
- 12 luglio – La Camera approva (con 259 sì, 203 no e 1 astenuto) il decreto ministeri.
- 16 luglio – Il Consiglio dei Ministri vara il decreto rifiuti.
- 7 luglio – La Camera approva (con 224 sì, 172 no e 8 astenuti) il decreto accise.
- 30 luglio – Il Senato approva in via definitiva il decreto accise.
- 31 luglio – Il Senato approva (con 151 sì, 1 no e 4 astenuti) il ddl per rilancio dell'economia.

#### Agosto
- 2 agosto – Il Senato approva in via definitiva (con 149 sì e 58 no) il decreto ministeri. La Camera approva (con 288 sì, 5 no e 128 astenuti) il decreto rifiuti.
- 3 agosto – La Camera approva in via definitiva il decreto rifiuti. Viene approvato (con 302 sì e 207 no) il ddl delega di riforma dei reati societari. Il Senato approva (con 165 sì, 77 no e 3 astenuti) il ddl delega infrastrutture.
- 20 agosto – Il Consiglio dei Ministri vara un decreto-legge contenente disposizioni urgenti per contrastare i fenomeni di violenza in occasione di competizioni sportive (il cosiddetto "decreto stadi").

#### Settembre
- 4 settembre – Il Consiglio dei Ministri vara un decreto-legge contenente misure per combattere il morbo della mucca pazza.
- 19 settembre – Il Senato approva (con 183 sì, 2 no e 4 astenuti) il Rendiconto Generale del Bilancio dello Stato. Viene inoltre approvata (con 135 sì, 53 no e 2 astenuti) la Legge di assestamento del Bilancio.
- 25 settembre – La Camera approva (con 426 sì, 1 no e 1 astenuto) il decreto mucca pazza.
- 28 settembre – Il Consiglio dei Ministri vara un decreto-legge contenente misure contro i talebani. Il Senato approva in via definitiva (con 148 sì e 70 no) il ddl delega di riforma dei reati societari.

#### Ottobre
- 1º ottobre – Il Consiglio dei Ministri vara un nuovo decreto-legge che regola le accise sui carburanti.
- 9 ottobre – Il Senato approva (con 159 sì, 10 no e 75 astenuti) il decreto stadi.
- 10 ottobre – La Camera approva in via definitiva (con 270 sì, 200 no e 3 astenuti) il ddl per il rilancio dell'economia.
- 11 ottobre – La Camera approva (con 430 sì, 17 no e 13 astenuti) il decreto stadi.
- 12 ottobre – Il Consiglio dei Ministri vara un decreto-legge contenente misure per contrastare il finanziamento del terrorismo internazionale.
- 17 ottobre – Il Senato approva in via definitiva (con 146 sì, 21 no e 13 astenuti) il decreto stadi. Viene inoltre approvato in via definitiva il decreto mucca pazza. La Camera approva (con 275 sì, 217 no e 2 astenuti) il ddl delega infrastrutture.
- 18 ottobre – Il Consiglio dei Ministri vara un decreto contenente misure per reprimere il terrorismo internazionale. La Camera approva in via definitiva (con 463 sì e 7 no) il Rendiconto Generale del Bilancio dello Stato. Viene inoltre approvata la Legge di assestamento del Bilancio.
- 24 ottobre – Il Senato approva il decreto anti-talebani.

#### Novembre
- 13 novembre – La Camera approva (con 484 sì, 0 no e 3 astenuti) il decreto anti-finanziamento terrorismo. Viene inoltre approvato il decreto accise–bis.
- 15 novembre – ll Senato approva (con 152 sì e 58 no) la Legge Finanziaria 2002. Subito dopo è approvata (con 152 sì e 58 no) la Legge di Bilancio.
- 20 novembre – La Camera approva (con 452 sì, 0 no e 6 astenuti) il decreto anti-talebani.
- 21 novembre – La Camera approva (con 402 sì, 7 no e 10 astenuti) il decreto antiterrorismo.
- 23 novembre – Il Consiglio dei Ministri vara il decreto milleproroghe.
- 27 novembre – Il Senato approva in via definitiva il decreto anti-talebani. Viene inoltre approvato in via definitiva (con 148 sì e 1 no) il decreto accise–bis. Il Senato approva in via definitiva (con 146 sì, 0 no e 4 astenuti) la Legge di assestamento del Bilancio.
- 29 novembre – Il Senato approva il decreto anti-finanziamento terrorismo.

#### Dicembre
- 6 dicembre – Il Senato approva (con 170 sì e 0 no) il decreto antiterrorismo. Viene inoltre approvato in via definitiva (con 145 sì, 4 no e 1 astenuto) il ddl delega infrastrutture.
- 12 dicembre – La Camera approva in via definitiva (con 427 sì e 0 no) il decreto anti-finanziamento terrorismo. Viene inoltre approvato (con 458 sì, 10 no e 14 astenuti) il decreto antiterrorismo. Lo stesso giorno il decreto è approvato in via definitiva dal Senato con 177 sì e 2 no. Il Senato approva il decreto milleproroghe.
- 19 dicembre – La Camera approva (con 435 sì, 11 no e 3 astenuti) il decreto milleproroghe. Viene inoltre approvata (con 302 sì, 208 no e 3 astenuti) la Legge Finanziaria 2002. Subito dopo è approvata (con 282 sì e 119 no) la Legge di Bilancio.
- 22 dicembre – Il Senato approva in via definitiva (con 163 sì e 72 no) la Legge Finanziaria 2002. Subito dopo è approvata in via definitiva (con 158 sì e 68 no) la Legge di Bilancio.

### 2005

#### Aprile
- 16 aprile – In seguito alla disastrosa sconfitta del centro-destra alle elezioni regionali del 2005 i membri del governo appartenenti al Nuovo PSI e all'Unione Democratici cristiani e di Centro (UDC) si dimettono dall'esecutivo. Il Nuovo PSI e l'UDC garantiscono comunque appoggio esterno al governo.
- 20 aprile – Berlusconi annuncia al Senato l'intenzione di formare un nuovo esecutivo. Terminata la seduta il Presidente del Consiglio si reca al Quirinale e si dimette. Ciampi accetta le dimissioni e subito dopo affida allo stesso Berlusconi l'incarico di formare un nuovo governo. Il Nuovo PSI e l'UDC si dichiarano favorevoli a far parte della maggioranza che sostiene il nuovo esecutivo.
- 23 aprile - Berlusconi scioglie la riserva e presenta la lista dei ministri. Lo stesso giorno, con il giuramento del nuovo governo, termina ufficialmente il Governo Berlusconi II.

## Attività politica del Governo

### Politica interna

#### Riforma dello stato e dell'ordinamento
- Riforma della seconda parte della Costituzione (bocciata dal referendum costituzionale del 2006, e quindi mai entrata in vigore)
- Riforma dell'ordinamento giudiziario (si sono avuti anche altri provvedimenti in materia, seppure non organici alla riforma, quali la legge Cirami, la legge sulle rogatorie internazionali, la legge sul mandato di cattura europeo, il lodo Schifani, la legge Pecorella, la legge sulla legittima difesa e la legge ex-Cirielli. Alcuni di questi provvedimenti sono stati di iniziativa parlamentare, ma hanno visto l'appoggio politico sostanziale da parte del governo)
- Riforma della legge elettorale (ritorno al sistema proporzionale) e voto degli italiani all'estero (Legge Calderoli)
- Legge sulla disciplina del conflitto d'interessi (Legge Frattini)
- Riforma del processo civile
- Istituzione del poliziotto di quartiere
- Riforma della protezione civile
- Riforma dell'Articolo 41-bis, noto come "carcere duro"

#### Riforme strutturali ed economiche
- Riforma del mercato del lavoro (Legge Biagi)
- Riforma dell'orario di lavoro
- Riforma fiscale
- Riforma delle pensioni
- Legge obiettivo per le grandi opere
- Riforma del diritto societario
- Modifica al cosiddetto "Falso in bilancio"
- Riforma del diritto fallimentare
- Riforma del risparmio e della Banca d'Italia
- Riforma del mercato dell'energia
- Riforma del sistema radiotelevisivo (Legge Gasparri)
- Riforma dell'agricoltura e della pesca
- Riforma delle misure di sostegno all'imprese
- Riforma degli incentivi e fondo unico per il Mezzogiorno
- Riforma dell'impresa sociale
- Abolizione dell'imposta sulle successioni e donazioni

#### Riforme sociali
- Riforma della disciplina dell'immigrazione (Legge Bossi-Fini)
- Sospensione del servizio militare di leva in Italia (Legge Martino)
- Riforma della scuola (Riforma Moratti)
- Riforma della docenza universitaria
- Riforma degli enti di ricerca
- Riforma in materia di stupefacenti (Legge Fini-Giovanardi)
- Legge sulla disciplina della procreazione assistita (Legge 40)
- Introduzione di un contributo una tantum, detto "bonus bebè", per ogni primogenito
- Introduzione del divieto di fumo nei locali pubblici (Legge Sirchia)
- Legge per l'esercizio del diritto di voto dei cittadini italiani residenti all'estero (Legge Tremaglia)

#### Nuovi codici e testi unici
- Codice dell'amministrazione digitale
- Codice dei beni culturali e ambientali
- Codice della nautica da diporto
- Nel Codice della navigazione: profonda modifica della parte aerea
- Codice della proprietà industriale
- Codice del consumo
- Nel Codice della strada: istituzione della patente a punti
- Codice delle assicurazioni private
- Codice dell'ambiente (decreto legislativo 3 aprile 2006 n. 152 "Norme in materia ambientale")
- Codice dei contratti pubblici (appalti pubblici di servizi, lavori e forniture)
- Codice sulla protezione dei dati personali

### Politica estera
La politica estera del Governo Berlusconi ha visto l'appoggio agli Stati Uniti d'America, dopo la guerra in Afghanistan del 2001, anche nella guerra in Iraq del 2003 (l'Italia comunque si è dichiarata non belligerante secondo quanto dice l'articolo 11 della Costituzione: il Paese ha inviato truppe solo nel dopoguerra su mandato ONU con compiti di stabilizzazione). In ambito europeo, il presidente Berlusconi ha espresso pubblicamente la volontà di sostenere l'entrata della Turchia nell'Unione europea, provocando i mugugni della Lega Nord che ha più volte sostenuto il contrario, e quella di favorire relazioni cordiali con la Russia. In particolare si ricorda il vertice a Pratica di Mare (Lazio), il 28 maggio 2002, dove per la prima volta nella storia i capi di governo dell'Alleanza Atlantica della NATO e il presidente della Federazione Russa, Vladimir Putin, si sono riuniti.
Nell'incontro si sono presi impegni internazionali concreti per il disarmo nucleare mondiale. Il suo governo ha varato leggi più restrittive in merito all'immigrazione illegale (la legge Bossi-Fini) e con l'intento di fermare quella clandestina ha cercato cooperazione con i paesi dell'area mediterranea, volendo così garantire un controllo più adeguato alla frontiera meridionale dell'Unione europea.

#### Controversie
Della politica estera vanno anche ricordati gli episodi discussi:
- Un episodio dibattuto si ebbe nel 2003 quando, durante il semestre italiano di presidenza dell'Unione europea, il Cavaliere rispose alle aspre critiche sui suoi trascorsi giudiziari e sulla sua azione di governo da parte del parlamentare socialista europeo Martin Schulz (SPD)[28][29][30]:

(Silvio Berlusconi)
- Altro episodio che fece discutere fu la battuta sulla superiorità della cultura occidentale rispetto a quella islamica, pronunciata poco dopo gli attentati dell'11 settembre 2001[31], e l'affermazione secondo cui Mussolini non avrebbe mai ucciso nessuno, ma si limitava a "mandare la gente a fare vacanza al confino"[32].

### Dibattito sul mantenimento delle promesse
La riforma fiscale, secondo quanto diceva il Contratto con gli italiani, non è stata completata. Sul realismo di questo progetto le opinioni professate da governo e opposizioni divergono sostanzialmente; il primo ha affermato che è stato possibile realizzarlo solo in parte a causa di alcune resistenze all'interno della coalizione (aggiungendo però che c'è stata comunque una diminuzione della pressione fiscale), le altre che per le classi meno abbienti gli scarsi sgravi sull'IRPEF sono stati più che annullati dall'aumento delle imposte locali e indirette, come i bolli.